# Christopher Foxley-Norris
El mariscal jefe del aire Sir Christopher Neil Foxley-Norris (16 de marzo de 1917 - 28 de septiembre de 2003) fue un alto comandante de la Real Fuerza Aérea británica (RAF). Comandante de escuadrón durante la Segunda Guerra Mundial, sirvió más tarde como comandante en jefe de la RAF en Alemania Occidental a finales de los años 1960. Se retiró del servicio activo en 1974. Su funeral se celebró el 7 de octubre de 2003.